# منزل الرباعي (السياني)

تعديل مصدري - تعديل

منزل الرباعي هي إحدى قرى عزلة النقيلين بمديرية السياني التابعة لمحافظة إب، بلغ تعداد سكانها 348 نسمة حسب تعداد اليمن لعام 2004.